# Prix Kenjirō-Tsukahara
Le prix Kenjirō-Tsukahara (塚原健二郎文学賞, Tsukahara Kenjirō Bungaku shō) est un prix littéraire décerné tous les ans de 1978 à 1991 en mémoire de l'écrivain Kenjiro Tsukahara, afin de promouvoir la littérature pour l'enfance et la jeunesse. Le prix est initialement attribué par la « Fondation Kenjirō-Tsukahara pour la littérature pour la jeunesse » sous la direction de l'écrivain Shizue Miyaguchi, puis à partir de 1989, par l'éditeur Kyōdo (郷土出版社, Kyōdo Shuppan). La 14e et dernière cérémonie de remise du prix s'est tenue le 8 mars 1991.

## Liste des lauréats
- 1978
  - Noboru Wada pour Kanashimi no Toride (悲しみの砦)
  - Kazuo Miyashita pour Yu kaburi jinta (湯かぶり仁太)[1]
- 1979
  - Masakimi Tsukada pour Bi to ai no tatakai (美と愛のたたかい)
  - Motoku Katsuno pour Hotaru to bidate (ホタルとびたて)
- 1980
  - Hiroshi Obinata pour Ningentanjō (人間誕生) (recueil de poèmes)
- 1981
  - Shigeko Kusunoki pour Kompeitō no yuki (こんぺいとうの雪)
- 1982
  - Mitsuo Hama pour Renge no kisetsu (レンゲの季節)
  - Kazuko Toda pour Oretachi wampaku kurasu (おれたちわんぱくクラス)
- 1983
  - Satoshi Ozawa  pour Kuroshio monogatari (黒潮物語)
  - Asako Miyajima pour Sayonara deme ushi demejaji (さよならでめ牛デメジャージー)
- 1984
  - Shunji Terashima pour Rusuban koorogi (るすばんこおろぎ)
- 1985
  - Kazuko Ōtsubo pour Sūbon no fue (スウボンの笛)
- 1986
  - Kayoko Asakawa pour Kiso no bāchan kiyu (木曽のばあちゃん騎手)
  - Satoshi Hanyūda pour Ama wa koishi ni natta (天は小石になった)
- 1987
  - Hitoshi Ushimaru pour Fūkei (風景)
- 1988
  - Mitsunari Takada pour Hachibuseyama no minwa (鉢伏山の民話)
  - Fusako Haba pour Biruma no suna (ビルマの砂)
- 1989
  - Yukio Kitahara pour Chie no takara mono (チエのたからもの)
  - Chūji Takahashi pour Rinroron (りんろろん) (recueil de poèmes)
- 1991
  - Akitoshi Kitazawa pour Asa ni fuku kaze (朝に吹く風)
  - Yoko Nakatsuka pour Obāchan no komoriuta (おばあちゃんの子守歌)